# Женски пазар
Женският пазар е най-големият открит пазар в София.
Намира се в центъра на града в близост до Лъвов мост. Заема североизточната част (2/3 от дължината) на булевард „Стефан Стамболов“, между улица „Екзарх Йосиф“ и булевард „Сливница“.
До 1990 г. името на пазара е „Георги Кирков“ – по тогавашното име на булеварда, наименуван на видния социалист, депутат и профсъюзен лидер Георги Кирков (1867 – 1919). По-стари имена са „Житен пазар“ и „Конски пазар“. Обособява се като пазар „още преди Освобождението от османско владичество през 1878 г.“
До пазара се намира православният храм „Св. св. Кирил и Методий“.